# Sara-Lisa Ryd
Sara-Lisa Ryd-Persson, känd under flicknamnet Sara-Lisa Ryd, född 1 augusti 1918 i Karl Johans församling i Göteborg, död 1 januari 1968 i Högsbo församling i Göteborg, var en svensk konstnär.
Sara-Lisa Ryd var dotter till konstnären Carl Ryd och Karin Führ. Ryd studerade vid Konsthögskolan i Stockholm 1939–1941, Barths målarskola 1948 och Hovedskous målarskola i Göteborg 1950 samt företog studieresor till Nederländerna 1953, Skagen 1957 och Italien 1959. Separat ställde hon ut i på Ellös på Orust  1952 och tillsammans med Sölv Winbladh i Alvesta 1953, tillsammans med Karl-Axel Gadd i Uddevalla 1955 och tillsammans med Kaja Bentzel på Smålands museum i Växjö 1955. Hon medverkade i ett flertal samlingsutställningar bland annat i utställningen Kronobergare i förskingringen och Decemberutställningarna på Göteborgs konsthall. Hennes oljemålningar bestod av stilleben och porträtt, men framförallt arbetsskildringar och landskap från Bohuslän. Hon finns representerad vid Smålands museum i Växjö.
Sara-Lisa Ryd var 1940–1942 gift med konstnären Götrik Örtenholm, 1945–1949 med civilingenjören Yngve Strömberg och från 1949 till sin död med folkskolläraren och författaren Stig Persson. Hon är begravd på Västra kyrkogården i Göteborg.